# Comté de Seminole (Floride)
Pour les articles homonymes, voir Comté de Seminole.
Le comté de Seminole (Seminole County) est un comté situé dans l'État de Floride, aux États-Unis. Sa population était de 470 856 habitants au recensement de 2020. Son siège est Sanford. Le comté a été fondé en 1913 à partir du comté d'Orange et doit son nom à la tribu amérindienne des Séminoles.

## Géolocalisation
|                              | Comté de Volusia  |                  |
| Comté d'Orange Comté de Lake | Comté de Seminole | Comté de Volusia |
|                              | Comté d'Orange    | Comté de Brevard |

## Principales villes
- Altamonte Springs
- Casselberry
- Lake Mary
- Longwood
- Oviedo
- Sanford
- Winter Springs

## Démographie
| Groupe                           | Comté de Seminole | Floride | États-Unis |
| -------------------------------- | ----------------- | ------- | ---------- |
| Blancs                           | 78,2              | 75,0    | 72,4       |
| Afro-Américains                  | 11,1              | 16,0    | 12,6       |
| Autres                           | 3,8               | 3,7     | 6,4        |
| Asiatiques                       | 3,7               | 2,4     | 4,8        |
| Métis                            | 2,9               | 2,5     | 2,9        |
| Amérindiens                      | 0,3               | 0,4     | 0,9        |
| Total                            | 100               | 100     | 100        |
|                                  |                   |         |            |
| Hispaniques et Latino-Américains | 17,1              | 22,5    | 16,7       |

Selon l'American Community Survey, en 2010 81,85 % de la population âgée de plus de 5 ans déclare parler l'anglais à la maison, 12,52 % déclare parler l'espagnol et 5,63 % une autre langue.
| 1920   | 1930   | 1940   | 1950   | 1960   | 1970   |
| ------ | ------ | ------ | ------ | ------ | ------ |
| 10 986 | 18 735 | 22 304 | 26 883 | 54 947 | 83 692 |

| 1980    | 1990    | 2000    | 2010    | - | - |
| ------- | ------- | ------- | ------- | - | - |
| 179 752 | 287 529 | 365 196 | 422 718 | - | - |